# Finale del campionato europeo maschile di calcio 2016
La finale del campionato europeo di calcio 2016 si tenne il 10 luglio 2016 allo Stade de France di Saint-Denis tra le nazionali di Portogallo e Francia. A vincere fu la nazionale portoghese, che si impose per 1-0 nei tempi supplementari e si aggiudicò il suo primo titolo europeo.

## Le squadre
| Squadra    | Partecipazioni precedenti alla finale (il grassetto indica la vittoria) |
| ---------- | ----------------------------------------------------------------------- |
| Portogallo | 1 (2004)                                                                |
| Francia    | 2 (1984, 2000)                                                          |

## Antefatti
Il Portogallo iniziò le eliminatorie per la qualificazione all'Europeo perdendo, a sorpresa, con l'Albania che si sarebbe poi qualificata alle sue spalle nel gruppo I. Giunse all'appuntamento ufficiale reduce da un'altra sconfitta (con l'Inghilterra).
La Francia era invece esentata dalle qualificazioni in qualità di nazione ospitante, e aveva inoltre vinto due amichevoli contro gli stessi lusitani (ottobre 2014 e settembre 2015). L'ambiente rimase però scosso dagli attentati di Parigi, avvenuti in coincidenza della partita con la Germania (campione mondiale) vinta per 2-0.

## Cammino verso la finale
Il Portogallo raggiunse gli ottavi soltanto tramite il ripescaggio dopo 3 pareggi in altrettante gare: 1-1 contro l'Islanda, 0-0 contro l'Austria e 3-3 contro l'Ungheria; soltanto la differenza reti con Turchia e Albania consentì ai lusitani di qualificarsi nella fase finale ad eliminazione (insieme all'Irlanda del Nord, anch'essa a tre punti). Agli ottavi, il Portogallo sfidò la Croazia e dopo un pareggio a reti bianche nei tempi regolamentari, vinsero 1-0 nei supplementari. Nei quarti, i lusitani ebbero la meglio ai rigori sulla Polonia 5-3 dopo che i supplementari erano finiti 1-1 mentre in semifinale arriva la prima vittoria nei tempi regolamentari del Portogallo: 2-0 al Galles grazie alle reti di Cristiano Ronaldo e Nani.
Nel girone A, ai transalpini furono affiancati Romania, Svizzera e la stessa Albania. La strada dei francesi iniziò col piede giusto con la vittoria 2-1 contro i rumeni nella partita inaugurale, e la successiva vittoria per 2-0 contro l'Albania, maturata nei minuti finali, portò la certezza della qualificazione, nonostante sia poi seguito il pareggio a reti bianche contro gli elvetici. I padroni di casa eliminarono agli ottavi di finale l'Irlanda 2-1 e ai quarti di finale sconfissero l'Islanda, rivelazione del torneo, in cui aveva fatto la sua prima apparizione storica, con un eloquente 5-2. In semifinale la Francia superò poi 2-0 la Germania, grazie alla doppietta di Griezmann.
Il Portogallo giunse così in finale agli Europei per la seconda volta nella sua storia, dopo quella del 2004 persa contro la Grecia, mentre per i transalpini fu la terza finale agli Europei, dopo le due vinte nel 1984 (contro la Spagna) e nel 2000 (contro l'Italia).

### Tabella riassuntiva del percorso
Note: In ogni risultato sottostante, il punteggio della finalista è menzionato per primo.
| Pos. | Squadra    | Pt | G | V | N | P | GF | GS | DR |
| ---- | ---------- | -- | - | - | - | - | -- | -- | -- |
| 1.   | Ungheria   | 5  | 3 | 1 | 2 | 0 | 6  | 4  | +2 |
| 2.   | Islanda    | 5  | 3 | 1 | 2 | 0 | 4  | 3  | +1 |
| 3.   | Portogallo | 3  | 3 | 0 | 3 | 0 | 4  | 4  | 0  |
| 4.   | Austria    | 1  | 3 | 0 | 1 | 2 | 1  | 4  | -3 |

| Pos. | Squadra  | Pt | G | V | N | P | GF | GS | DR |
| ---- | -------- | -- | - | - | - | - | -- | -- | -- |
| 1.   | Francia  | 7  | 3 | 2 | 1 | 0 | 4  | 1  | +3 |
| 2.   | Svizzera | 5  | 3 | 1 | 2 | 0 | 2  | 1  | +1 |
| 3.   | Albania  | 3  | 3 | 1 | 0 | 2 | 1  | 3  | -2 |
| 4.   | Romania  | 1  | 3 | 0 | 1 | 2 | 2  | 4  | -2 |

### Statistiche della fase finale
| Squadra    | G | V | N | P | GF | GS | DR | CG | CR | TT  | TP | FC | FS |
| ---------- | - | - | - | - | -- | -- | -- | -- | -- | --- | -- | -- | -- |
| Portogallo | 6 | 2 | 4 | 0 | 8  | 5  | +3 | 9  | 0  | 112 | 36 | 81 | 81 |
| Francia    | 6 | 5 | 1 | 0 | 13 | 4  | +9 | 7  | 0  | 103 | 36 | 60 | 58 |

## Descrizione della partita
L'inizio fu in salita per il Portogallo, che al 25' perse Cristiano Ronaldo: il capitano dei portoghesi fu messo fuori causa dal dolore alla gamba sinistra, dovuto ad uno scontro con Dimitri Payet nei primi minuti. Nonostante l'ingresso di Ricardo Quaresma al suo posto, la manovra lusitana non produsse sbocchi: in un primo tempo avaro di emozioni, l'unica occasione fu un tiro di Moussa Sissoko deviato dal portiere Rui Patrício. Nella ripresa, l'estremo difensore compì un altro intervento su Olivier Giroud: la reazione portoghese esaltò invece il portiere di casa, Lloris, che sventò una rovesciata di Quaresma. Ancora Sissoko con un gran tiro dalla distanza impegnò severamente il portiere portoghese, che respinse in tuffo. Al 90' la Francia sfiorò il gol, quando una conclusione di André-Pierre Gignac si stampò sul palo. Stante il punteggio di 0-0, la gara proseguì con i supplementari, nei quali Raphaël Guerreiro colpì una traversa su calcio di punizione per i lusitani.
Al 109' Éder ricevette palla da Moutinho sulla trequarti e, dopo aver resistito ad un primo intervento di Laurent Koscielny, si accentrò portandosi la palla sul piede destro; il portoghese riuscì così a ritagliarsi lo spazio necessario per coordinarsi in mezzo alla difesa francese, che temporeggiò un attimo di troppo, potendo scoccare da fuori area un tiro ben indirizzato alla destra del portiere Lloris che, colto leggermente controtempo, non riuscì a raggiungere il pallone. Il gol diede la vittoria al Portogallo, che oltre al primo titolo europeo della sua storia ottenne la qualificazione alla Confederations Cup 2017.

## Tabellino
| Arbitro: | Clattenburg |

|           |           |  |
| Éder 109’ | Marcatori |  |

| Portogallo | Francia |

| Portogallo (4-1-3-2) |    |                   |        |     |
|                      |    |                   |        |     |
| P                    | 1  | Rui Patrício      | 120+3’ |     |
| D                    | 21 | Cédric            | 34’    |     |
| D                    | 3  | Pepe              |        |     |
| D                    | 4  | José Fonte        | 119’   |     |
| D                    | 5  | Raphaël Guerreiro | 95’    |     |
| C                    | 14 | William Carvalho  | 98’    |     |
| C                    | 16 | Renato Sanches    |        | 79’ |
| C                    | 23 | Adrien Silva      |        | 66’ |
| C                    | 10 | João Mário        | 62’    |     |
| A                    | 17 | Nani              |        |     |
| A                    | 7  | Cristiano Ronaldo |        | 25’ |
| Sostituzioni:        |    |                   |        |     |
| A                    | 20 | Ricardo Quaresma  |        | 25’ |
| C                    | 8  | João Moutinho     |        | 66’ |
| A                    | 9  | Éder              |        | 79’ |
| CT:                  |    |                   |        |     |
| Fernando Santos      |    |                   |        |     |

| Francia (4-4-1-1) |    |                     |      |      |
|                   |    |                     |      |      |
| P                 | 1  | Hugo Lloris         |      |      |
| D                 | 19 | Bacary Sagna        |      |      |
| D                 | 21 | Laurent Koscielny   | 107’ |      |
| D                 | 22 | Samuel Umtiti       | 80’  |      |
| D                 | 3  | Patrice Evra        |      |      |
| C                 | 18 | Moussa Sissoko      |      | 110’ |
| C                 | 15 | Paul Pogba          | 115’ |      |
| C                 | 14 | Blaise Matuidi      | 97’  |      |
| C                 | 8  | Dimitri Payet       |      | 58’  |
| A                 | 7  | Antoine Griezmann   |      |      |
| A                 | 9  | Olivier Giroud      |      | 78’  |
| Sostituzioni:     |    |                     |      |      |
| C                 | 20 | Kingsley Coman      |      | 58’  |
| A                 | 10 | André-Pierre Gignac |      | 78’  |
| A                 | 11 | Anthony Martial     |      | 110’ |
| CT:               |    |                     |      |      |
| Didier Deschamps  |    |                     |      |      |

| Uomo partita Pepe Assistenti arbitrali Simon Beck (Inghilterra) Jake Collin (Inghilterra) Quarto uomo Viktor Kassai (Ungheria) Arbitro addizionale Anthony Taylor (Inghilterra) Andre Marriner (Inghilterra) Arbitro di riserva György Ring (Ungheria) |

## Statistiche
|                   | Portogallo | Francia |
| ----------------- | ---------- | ------- |
| Goal segnati      | 0          | 0       |
| Tiri totali       | 4          | 7       |
| Tiri in porta     | 0          | 3       |
| Parate            | 3          | 0       |
| Possesso palla    | 45%        | 55%     |
| Calci d’angolo    | 2          | 3       |
| Falli commessi    | 2          | 2       |
| Fuorigioco        | 0          | 0       |
| Cartellini gialli | 1          | 0       |
| Cartellini rossi  | 0          | 0       |

|                   | Portogallo | Francia |
| ----------------- | ---------- | ------- |
| Goal segnati      | 0          | 0       |
| Tiri totali       | 2          | 10      |
| Tiri in porta     | 1          | 4       |
| Parate            | 4          | 2       |
| Possesso palla    | 48%        | 52%     |
| Calci d’angolo    | 1          | 3       |
| Falli commessi    | 7          | 4       |
| Fuorigioco        | 0          | 1       |
| Cartellini gialli | 1          | 1       |
| Cartellini rossi  | 0          | 0       |

|                   | Portogallo | Francia |
| ----------------- | ---------- | ------- |
| Goal segnati      | 1          | 0       |
| Tiri totali       | 3          | 1       |
| Tiri in porta     | 2          | 0       |
| Parate            | 0          | 1       |
| Possesso palla    | 48%        | 52%     |
| Calci d’angolo    | 2          | 3       |
| Falli commessi    | 3          | 7       |
| Fuorigioco        | 1          | 1       |
| Cartellini gialli | 4          | 3       |
| Cartellini rossi  | 0          | 0       |

|                   | Portogallo | Francia |
| ----------------- | ---------- | ------- |
| Goal segnati      | 1          | 0       |
| Tiri totali       | 9          | 18      |
| Tiri in porta     | 3          | 7       |
| Parate            | 7          | 3       |
| Possesso palla    | 47%        | 53%     |
| Calci d’angolo    | 5          | 9       |
| Falli commessi    | 12         | 13      |
| Fuorigioco        | 1          | 2       |
| Cartellini gialli | 6          | 4       |
| Cartellini rossi  | 0          | 0       |